# William Wordsworth (Komponist)
William Brocklesby Wordsworth (* 17. Dezember 1908 in London; † 10. März 1988 in Kingussie) war ein englischer Komponist.

## Leben
William Wordsworth war der Nachkomme eines Bruders des gleichnamigen englischen Dichters William Wordsworth. Er entstammte einer Familie von Theologen: Der Urgroßvater war Bischof von Lincoln, auch Großvater und Vater waren Geistliche. Aus gesundheitlichen Gründen erhielt er zuhause Unterricht und besuchte keine öffentliche Schule. Nach erstem Klavierunterricht wurde George Oldroyd, Chordirigent, Komponist und Organist an St. Michel's in Croydon, sein Musiklehrer und für etwa 10 Jahre sein Mentor. Wordsworths erste veröffentlichte Komposition, Three Hymn-tune Preludes, stammt von 1932. Ab 1934 studierte er für etwa 3 Jahre Musik bei Donald Francis Tovey an der Universität in Edinburgh, verließ die Universität jedoch ohne akademischen Abschluss. Seitdem widmete er sich, finanziell unabhängig, ausschließlich der Komposition. 
Mit seinem 1. Streichquartett, das 1941 den Clements Memorial Prize erhielt, wurde Wordsworth erstmals einer breiteren Öffentlichkeit bekannt. Ab den späten 1940er Jahren wurden mehrere Orchesterwerke von ihm uraufgeführt und auch wiederholt in der BBC gesendet. Ein großes Oratorium Dies Domini fand den Beifall von Vaughan Williams, blieb jedoch unaufgeführt. Die 2. Sinfonie errang 1950 beim Edinburgh Festival gegen eine breite, weltweite Konkurrenz den 1. Preis. 1955 wurde Wordsworth Mitglied des Leitungskomitees der Composer's Guild; als deren Leiter für ein Jahr reiste er 1959 in die Sowjetunion, wo er Schostakowitsch kennenlernte. 1961 übersiedelte er von Hindhead in Surrey, wo er lange Zeit gelebt hatte, mit seiner Familie nach Kincraig in Inverness-shire. Dort wirkte er beim Aufbau der Society of Scottish Composers mit und wurde deren Ehrenpräsident. Währenddessen komponierte er stetig weiter, ohne jedoch an die Erfolge der unmittelbaren Nachkriegsperiode anknüpfen zu können.

## Werk
Wordsworth schrieb Kompositionen für zahlreiche verschiedene Besetzungen, darunter 6 Streichquartette und 8 Sinfonien: Nr. 1 f-moll (1944), Nr. 2 in D (1947–48), Nr. 3 in C (1951), Nr. 4 in Es (1953), Nr. 5 a-moll (1959–60), Nr. 6 mit Soli und Chor Elegiaca (1977), Nr. 7 Cosmos (1980), Nr. 8 Pax Hominibus (1986 uraufgeführt). Seine Musiksprache bleibt zwar der Tonalität verpflichtet, ist jedoch dissonanzreicher als etwa diejenige von Sibelius oder Vaughan Williams, deren Vorbild zuweilen erkennbar wird. Wordsworths Technik der logischen Entwicklung aus thematischen Fragmenten verweist auf Bartók, den er sehr bewunderte. 
Wordsworths Musik ist – abgesehen von einer CD-Einspielung seiner 2. und 3. Sinfonie beim englischen Label Lyrita von 1990 – kaum auf Tonträgern präsent. 2014 erschienen, ebenfalls bei Lyrita, auch Aufnahmen seiner 1. und 5. Sinfonie. 2018 folgten die Weltersteinspielungen der 4. und 8. Sinfonie beim britischen Label Toccata Classics. 